# فلورهاکی

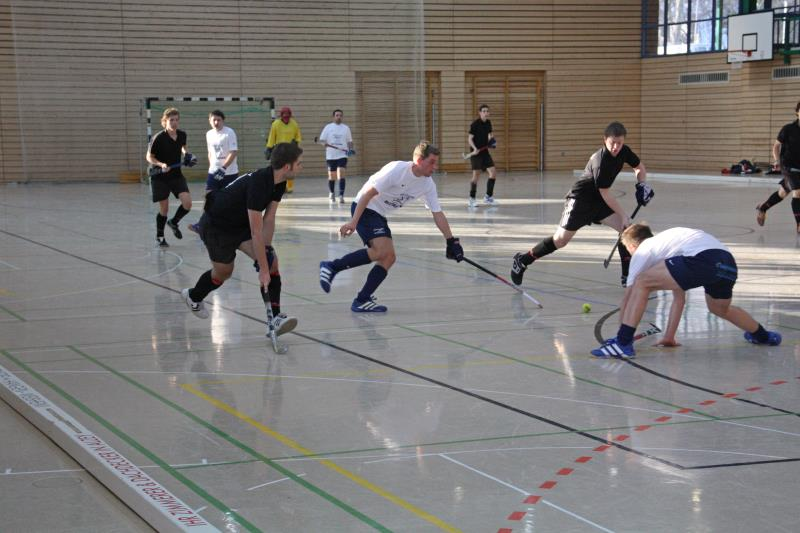
یک بازی فلورهاکی

فلورهاکی (به انگلیسی: Floor hockey) ورزشی از دسته ورزش‌های هاکی می‌باشد که بر روی سطحی سخت و هموار مانند زمین بسکتبال انجام می‌شود.
مانند انواع هاکی‌های دیگر، بازیکنان باید تلاش کنند با دستهٔ مخصوص آن توپ را وارد دروازهٔ حریف کنند. دستهٔ این بازی در بیشتر مواقع دارای پایانه‌ای منحنی (مانند هاکی روی یخ) می‌باشد.
تفاوت این ورزش با هاکی خیابانی این است که بازیکنان در در ورزش دوم معمولاً اسکیت به پا دارند در حالی که در فلورهاکی بازیکنان باید با کفش عادی (ورزشی) آن را انجام دهند؛ به همین علت می‌توان آن را تمرینی برای بچه‌ها و نوجوانان برای انجام ورزش هاکی روی یخ دانست.